# Yu Tang Zhao
Yu Tang Zhao (translitera del 赵毓棠) ( 1932 - 2010 ) fue un botánico chino, que mantuvo intensos contactos científicos con Kew Gardens

## Algunas publicaciones

### Libros
- james w. Waddick, yutang Zhao. 1992. "Iris of China". Ed. Timber Press. 192 pp. ISBN 0881922072
- yutang Zhao, jinxiang Ji. 1988. "Dictionarium Latino-Sinicum nominum scientificorum plantarum. 726 pp.

- La abreviatura «Y.T.Zhao» se emplea para indicar a Yu Tang Zhao como autoridad en la descripción y clasificación científica de los vegetales.[3]